# コンラート3世 (ケルンテン公)
ケルンテン公コンラート3世（Konrad III., Herzog von Kärnten, ? - 1061年）またはクーノ（Kuno）は、ケルンテン公およびヴェローナ辺境伯（在位：1056年 - 1061年）。

## 生涯
コンラートはツュルピッヒガウ伯ヘツェリン1世の息子でロートリンゲン宮中伯ハインリヒ1世の弟である。母はザーリアー家のケルンテン公コンラート1世の娘ではないかと考えられている。
1055年、コンラートは一族の元バイエルン公コンラート1世やヴェルフ家のケルンテン公ヴェルフ3世の皇帝ハインリヒ3世に対する反乱に加わった。それにもかかわらず、1056年にハインリヒ3世が死去した後、ハインリヒ3世の皇后アグネス・フォン・ポワトゥーによって赦され、ケルンテン公位を与えられた。しかし、コンラートはケルンテンに基盤を持たず、在地貴族に支配を及ぼすことができなかった。コンラートはケルンテンに根付くことができないまま、公位を与えられて5年後に死去した。ケルンテン公位はツェーリンゲン家のベルトルト2世に与えられた。